# روئیدر امام‌آباد
روئیدر امام‌آباد ، روستایی از توابع بخش مرکزی شهرستان کنارک در استان سیستان و بلوچستان ایران است.

## جمعیت
این روستا در دهستان کهیر قرار دارد و براساس سرشماری مرکز آمار ایران در سال ۱۳۸۵، جمعیت آن زیر سه خانوار بوده‌است.